# 안드레이 슐라이퍼

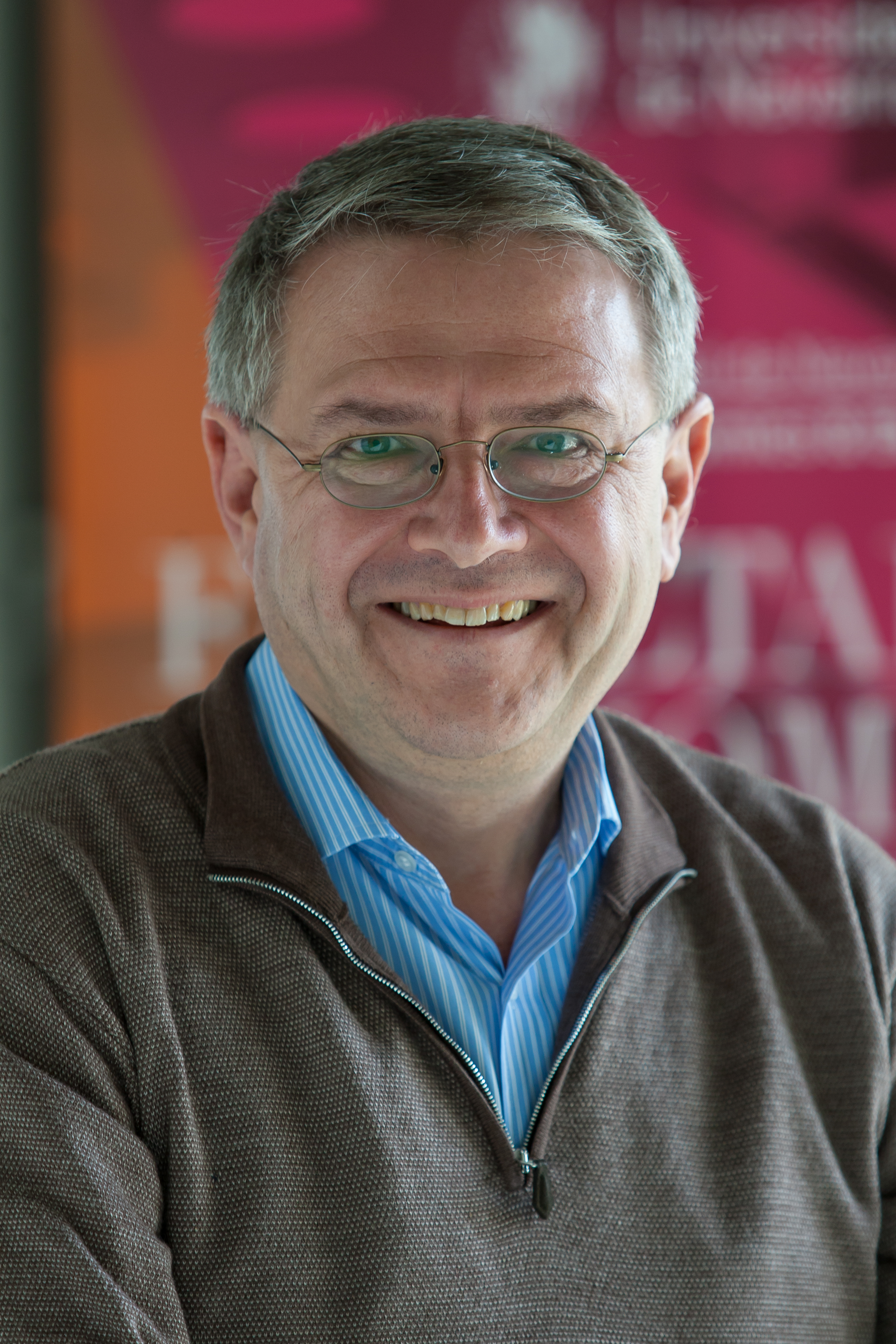

안드레이 슐라이퍼 (1961년 2월 20일 ~ )는 러시아계 미국인 경제학자이다. 슐라이퍼는 1999년 기업 금융, 금융 시장의 경제, 전환의 경제 분야에서 뛰어난 업적을 쌓아 존 베이츠 클라크 메달을 수상했다.
슐라이퍼의 초기 연구는 금융 경제학으로 행동 금융 분야에 기여했다. 그는 정치 경제, 전환 경제학 및 경제 개발에 대한 영향력있는 논문을 썼다.
최근 몇 년 동안 그의 연구는 한 국가가 고수하는 법적 전통 (예 : 관습법 또는 다양한 유형의 민법 )이 국가의 발전에 중요한 결정 요인이라고 주장하는 법적 기원 이론에 초점을 맞추었다.